# La Chapelle-aux-Chasses
La Chapelle-aux-Chasses település Franciaországban, Allier megyében. Lakosainak száma 197 fő (2022. január 1.). La Chapelle-aux-Chasses Chevagnes, Chézy, Gannay-sur-Loire, Paray-le-Frésil és Lucenay-lès-Aix községekkel határos.

## Népesség
A település népességének változása:
| Lakosok száma | 342  | 266  | 250  | 226  | 210  | 215  | 210  | 201  | 196  | 197  |
|               | 1968 | 1982 | 1990 | 2006 | 2013 | 2015 | 2017 | 2019 | 2020 | 2022 |